# 동키콩 (1981년 비디오 게임)
동키콩(Donkey Kong, 일본어: ドンキーコング)은 닌텐도에서 1981년 발매된 아케이드 게임이다. 1982년에는 게임 앤드 워치에, 1983년에는 패밀리 컴퓨터에 각각 이식되어 킬러 소프트로써의 높은 인기를 자랑했다.
닌텐도의 대표적인 캐릭터 마리오가 최초로 등장한 게임으로, 동키콩의 방해를 피해 마리오를 조작하여 그의 여자 친구인 폴린(이때에는 마리오처럼 이름이 없어 아가씨라고 불렸다.)을 구출하는 액션 게임이다. 그러나 이때는 마리오의 이름이 없어 미국에서 점프맨 이라고 불릴 뿐이었다. 패밀리 컴퓨터용은 용량의 문제로 아케이드용의 일부 스테이지가 삭제되었지만 게임 자체의 긴장감을 충분히 재현하였고, 종래의 반복적인 게임과는 달리 캐릭터성과 스토리성을 갖게한 점에서 뛰어난 작품으로 인정받고 있다. 이 게임은 후에 게임보이 타이틀로 리메이크하였지만 전작과 비해 어드벤처 액션게임으로 전환을 시켜 수많은 인지도를 높였다. 또한 버추얼 콘솔에서 처음으로 나온 작이기도 하다.

## 게임 설명
마리오는 동키콩에게 납치된 폴린을 구하기 위해 공사장 위로 계속 올라가는 게임이다. '100m' 스테이지까지 클리어 하면 게임 클리어다. 이 게임의 스테이지는 25m, 50m, 75m, 100m까지 총 4개다. 리메이크 작인 동키콩 게임보이용에서는 상당히 많은 스테이지가 추가되었다. 동키콩은 마리오를 방해하기 위해 통나무를 굴려 떨어뜨리거나, 굴린 통나무를 기름 드럼통에 넣어 '파이어 볼'로 만든다. 마리오는 점프로 방해 아이템을 피할 수 있으나, 맞으면 죽게 되어 목숨을 하나 잃는다. 또한 높은 곳에서 추락해도 목숨을 하나 잃는다. 목숨을 모두 잃으면 게임 오버다.

### 적

#### 통나무
통나무는 동키콩이 기본적으로 계속 마리오한테 굴리는 방해 아이템이다. 점프로 피할 수 있으나, 맞으면 목숨을 하나 잃는다. 또한 스테이지에 있는 기름 드럼통에 맞으면 '불'로 변하니 주의해야한다.

#### 불
통나무가 스테이지 곳곳에 있는 불 붙은 기름 드럼통에 맞으면 '불'이 된다. 불은 마리오를 쫓아 다니니 주의해야 한다. 또한 불은 사다리를 오를 수도 있으니 신경써야한다. 마리오가 해머를 들면 색이 반전된다. 또한 100m 스테이지의 불의 생김새가 다른데, 가끔씩 크기가 커져서 불 위를 점프하는 걸 더 어렵게 한다.

#### 스프링
스프링은 동키콩이 75m 스테이지에서 던지는 아이템이다. 직선으로 나아가지만, 동키콩이 던지면 통통 튀면서 빠른 속도로 나아가다 떨어진다.

### 아이템

#### 해머
마리오가 해머를 들게 되면 통나무와 불에 부딪혀도 죽지 않고 없앨 수 있다. 그러나 마리오가 해머를 일정 시간 이상 사용하면 사라져 버린다. 또한 십자 버튼 중 위 버튼을 누르면 해머를 위로 던져서 해머를 뺄 수 있다.

#### 폴린의 물건
스테이지에는 폴린의 물건이 곳곳에 등장한다. 각각 모자, 우산, 보석이다. 먹으면 점수가 올라간다. 일정 시간 방치해 놓으면 스테이지에서 사라지지만, 다른 곳에서 또 나타난다.

### 스테이지
25m 스테이지는 마리오가 처음 시작하는 스테이지라서 방해하는 지형이 적다. 중간에 사다리가 있어서 올라가는 시간을 단축시켜준다. 50m는 컨베이너 벨트가 있어서 움직임이 방해되니 주의하면서 올라가야 한다. 75m는 엘리베이터가 있는 맵이다. 잘못하면 추락 할 수 있으니 주의해야 한다. 통나무를 굴리는 대신 스프링을 던지니 마지막층에서는 타이밍을 잘 노려야 한다. 이 맵은 또한 대난투 스매시 브라더스 X에서도 나온 맵이다. 마지막 100m는 동키콩이 아이템을 던지거나 하지는 않지만, 불이 기본적으로 5개씩 있으니 주의해야한다. 이 맵은 꼭대기까지 올라가야 클리어가 아니라, 마리오가 맵의 나사를 다 밟아야 동키콩이 추락하고, 마리오는 폴린을 구할 수 있게 된다.

## 평가
| 평가                               |       |
| ---------------------------------- | ----- |
| 평론 점수 평론사 점수 올게임 [ 1 ] |       |
| 평론 점수                          |       |
| 평론사                             | 점수  |
| 올게임                             | [ 1 ] |